# Вооружённые столкновения диссидентов в Северной Ирландии
Вооружённые столкновения диссидентов в Северной Ирландии, в прессе более известные как Диссидентская кампания ирландских республиканцев (англ. Dissident Irish Republican campaign) — вооружённый конфликт между политическими группировками Северной Ирландии, который является следствием и ответом на заключение Белфастского соглашения, остановившего длившийся с 1969 по 1998 годы известный ирландско-британский конфликт. Основными силами являются три движения — британские армейские (с 2007 года не участвуют) и полицейские подразделения Северной Ирландии, ирландские националистические группировки (сторонники объединения Республики Ирландия и Северной Ирландии в единое государство) и ольстерские лоялисты (де-юре поддерживают политику Великобритании, де-факто вступают в бои даже с британскими регулярными частями).
В 1997 году Временная Ирландская республиканская армия объявила о прекращении огня и закончила свою кампанию, решившись пойти на мирные переговоры. Однако целый ряд ирландских боевиков расценил это как предательство и в знак протеста продолжил агрессивные действия (перестрелки и теракты) локального масштаба. Ныне на стороне ирландских националистов действуют так называемая Подлинная Ирландская республиканская армия, Преемственная Ирландская республиканская армия и движение «Добровольцы Ирландии», которые хотят добиться полного отказа Великобритании от претензий на Северную Ирландию, признания Северной Ирландии частью Республики Ирландия и окончательного вывода британских войск и полицейских подразделений с острова.
Противниками ирландских националистов являлись изначально Британская армия и Полицейская служба Северной Ирландии: с их служащими ирландцы устраивают перестрелки, организуют теракты (преимущественно взрывы), обстреливают из миномётов и ракетных установок их административные здания. Вместе с тем масштаб кампании Подлинной ИРА не является таким, каким он был во время предыдущего конфликта и какой устроила Временная ИРА. В 2007 году британское правительство отменило режим чрезвычайного положения, завершив операцию «Баннер», и после вывода регулярных воинских частей ирландские повстанцы стали вести бои только против полицейских.
Кампания стартовала после завершения предыдущего конфликта, фигурирующего в английской истории как «Смута» (англ. The Troubles): за почти 30 лет в Северной Ирландии жертвами терактов и перестрелок стали более 3500 человек. В мае 1998 года было заключено Белфастское соглашение, по которому большая часть требований ирландских республиканцев была удовлетворена, а обе враждующие стороны — националисты и унионисты — сложили оружие. Однако ряд лоялистов Ольстера не прекратил террористические и насильственные действия, не признавая соглашение законным. За время подпольной войны между несдавшимися ирландскими республиканцами и ольстерскими лоялистами число жертв превысило 40 человек: 29 гражданских погибли после теракта в Оме в 1998 году, пять человек (два солдата, два полицейских и охранник тюрьмы) также стали жертвами охоты от республиканцев.

## Предыстория
Ирландия оказалась под властью англичан в 1169 году после вторжения норманнов, которого добивался король Лейнстера Диармайт Мак Мурхада. Ирландцы безуспешно поднимали восстания против англичан, пока в 1919 году не грянула англо-ирландская война. Тогда Ирландская республиканская армия отбила сразу 26 графств, на территории которых появилось Ирландское свободное государство. Несмотря на готовность английских властей идти на компромисс с ирландцами и разрешить им создать своё независимое государство, среди британцев нашлись и те, кто считал подобные компромиссы предательством британских интересов. Так появились Ольстерские добровольческие силы, которые боролись самостоятельно с ирландскими националистами. Шесть графств на острове Ирландия остались под контролем Великобритании и были объединены в Северную Ирландию, а сама Великобритания официально стала называться «Соединённым Королевством Великобритании и Северной Ирландии».
Ирландия пережила гражданскую войну после образования: ряд деятелей ИРА решил, что шесть графств, отданных Великобритании, надо вернуть любой ценой. Ирландская национальная армия, подчинявшаяся правительству, выступала против подобного развития событий и разбила наголову повстанцев. Те ушли в подполье, создав новое движение, выступавшее за разрыв соглашения с англичанами, которое привело к разделению страны. Долгие годы повстанцы не могли предпринять ничего серьёзного: их арестовывали и бросали в тюрьмы. Во Вторую мировую войну ирландцы готовы были пойти на компромисс с Третьим рейхом, но агенты абвера разоблачались британскими спецслужбами. В 1969 году после беспорядков в Богсайде конфликт перешёл на новый этап, и ИРА снова вступила в действие, но опять раскололась: «официальное» крыло выступало за объединение Ирландии путём переговоров с Великобританией, «временное» крыло выступало за ведение войны до победного конца. Именно «временное» крыло и совершало все террористические акты с 1969 по 1998 годы.
Против ИРА в своё время действовали и британские регулярные войска, и местная ольстерская полиция. Несколько раз ИРА объявляла о прекращении огня, но пользовалась малейшим поводом, чтобы продолжить боевые действия. В 1997 году последнее такое заявление о прекращении огня стало началом решающих переговоров о мире. Белфастское соглашение 1998 года удовлетворило почти все основные требования ирландских республиканцев, а к 2005 году ИРА полностью была разоружена. Тем не менее, ряд группировок не сложил оружие и решил бороться до победного конца за объединение Ирландии.

## Основные действия

### Начало (1990-е)
В августе 1994 года Временная ИРА объявила о перемирии. В январе 1996 года объявилась Преемственная ИРА, которая выступила за продолжение боевых действий против британских властей, а спустя месяц предложение «преемственного» крыла поддержало и «временное» по причине неудовлетворённости соблюдением соглашений о перемирии. 13 июля в Эннискиллене боевики Преемственной ИРА организовали первый теракт, заложив бомбу в автомобиль у здания гостиницы «Килихельвин». В результате взрыва пострадали 17 человек, которых пытались эвакуировать из гостиницы. В течение следующего года террористы пытались провести ещё три таких теракта в Белфасте, Дерри и Фермана, но сапёры британской армии обезвредили все три устройства. Во второй раз Временная ИРА объявила о перемирии в июле 1997 года, и Шинн Фейн вступила в переговоры с британским правительством. В ответ на это 16 сентября Переходная ИРА совершила ещё один теракт: на воздух взлетел фургон около базы Королевской Ольстерской полиции в Маркетхилле.
В ноябре 1997 года появилось ещё одно крыло ИРА, назвавшее себя «подлинным» — его возглавили командиры «временного» крыла повстанцев, воспринявшие в штыки идею о переговорах. За первую половину года «переходная» и «подлинная» Ирландские республиканские армии совершили серию терактов от взрыва автомобилей (взрывы в Мойре 20 февраля и Портадауне 23 февраля) до обстрела баз из миномётов (нападение на базу полиции в Арме 10 марта и на две военные базы в Южном Арма 24 марта). 10 апреля 1998 Белфастское соглашение всё же было подписано, ознаменовав официальное завершение конфликта, а 22 мая на референдумах в Северной Ирландии и Республике Ирландия официально утвердили соглашение, в пользу которого высказались 71% избирателей в Северной Ирландии и 94% в Республике Ирландия. Ответом на это стали участившиеся теракты: 4 мая в Белфасте и 9 мая в Беллике террористы обстреляли из миномётов казармы, но не попали в здания, 24 июня ещё одна группировка — Ирландская национальная освободительная армия — взорвала бомбу в Ньютаунгэмильтоне, а 1 августа «подлинная» ИРА по телефону сообщила о заложенной бомбе в Бэнбридже, которая в итоге взорвалась (два офицера полиции и 33 гражданских лица были ранены).

### Террористический акт в Оме
15 августа 1998 в центре города Ома (графство Тирон) боевики Подлинной ИРА заложили самодельную бомбу мощностью 226 кг в автомобиль. По плану им необходимо было взорвать автомобиль перед зданием суда, однако у них не получилось найти место для парковки там, и в итоге был заминирован автомобиль, находившийся в 400 метрах от входа. По сложившейся традиции, боевики по телефону сообщили в полицию о заложенной бомбе, но в этот раз были совершены три звонка, а сами повстанцы не указали толком местонахождение взрывного устройства. В итоге полицейские, пытаясь организовать эвакуацию, сами подвели людей прямо к заминированной машине. В результате взрыва погибли 29 человек и 220 были ранены: этот теракт стал самым крупным за всю историю конфликта по количеству жертв.
Теракт вызвал огромный общественный резонанс в мире: британское и ирландское правительства стали разрабатывать спешные планы по подавлению деятельности Подлинной ИРА, которую ещё осудила и Временная ИРА. В дома 60 человек, поддерживавших «подлинных», спустя некоторое время после теракта вторглись «временные» члены и стали требовать немедленно прекратить подобную деятельность. 8 сентября под давлением своих бывших соратников «подлинное» крыло согласилось прекратить огонь. После этого в стане диссидентов-республиканцев наступило затишье, которое было обособлено ещё и арестами самых ярых сторонников продолжения вооружённой борьбы. Часть уцелевших деятелей Подлинной ИРА занялась реструктуризацией своего движения и перевооружением, а Переходная ИРА продолжила свою подпольную деятельность, организовывая нападения.

### Разгар борьбы и раскол в Подлинной ИРА (2000–2008)
В январе 2000 года Подлинная Ирландская республиканская армия объявила о прекращении перемирия, положив начало очередному витку напряжённости в Северной Ирландии:

Снова Добровольцы Ирландии объявляют о праве ирландского народа на Ирландию. Мы призываем всех добровольцев, верных Ирландской Республике, объединиться, чтобы поддержать Республику и основать постоянный национальный парламент представляющий всю страну.
Оригинальный текст (англ.)Once again, Óglaigh na hÉireann declares the right of the Irish people to the ownership of Ireland. We call on all volunteers loyal to the Irish Republic to unite to uphold the Republic and establish a permanent national parliament representative of all the people.

За это время республиканские повстанцы организовали ряд нападений на базы британской армии и ольстерской полиции, как обстреливая их из миномётов, так и устраивая взрывы. В июле 2000 года прогремел взрыв в Стюартстауне, в ноябре того же года на растяжке около Каслуэллана подорвался офицер полиции Ольстера и потерял ногу, в июне 2001 года в Баллинаскрине повстанцы из Подлинной ИРА и вовсе открыли огонь по полицейским, ранив двоих офицеров и мирного жителя. Это была первая с 1997 года открытая перестрелка ирландских террористов с полицией.
С 2000 по 2001 годы в страхе были и жители Лондона: в июне 2000 года на Хаммерсмитском мосту взорвалась бомба, вечером 20 сентября 2000 из гранатомёта РПГ-22 был обстрелян штаб MI6, а в феврале 2001 года в казармах западного Лондона ещё один военный пострадал от растяжки и лишился руки. Через месяц, 4 марта 2001 прогремел ещё один взрыв на территории Телецентра Би-би-си, несмотря на телефонное предупреждение, а 3 августа подобный теракт произошёл у станции Илинг-Бродвей, в западном Лондоне. В ноябре атаке подвергся Бирмингем, однако заминированный автомобиль там так и не взлетел на воздух. Во всех трёх последних случаях оказались замешанными одни и те же лица.
В ноябре 2001 года Королевская полиция Ольстера была упразднена, а её правопреемником стала Полицейская служба Северной Ирландии: этого добивались долгое время ирландские националисты. Впрочем, Шинн Фейн потребовала полного довершения реформ и не стала поддерживать полицию. Диссиденты-республиканцы выступили на стороне Шинн Фейн и сказали, что не потерпят присутствия военизированных полицейских сил Великобритании. Теракты продолжились: в августе 2002 года сработала ещё одна мина-ловушка в Дерри на базе британских войск, в результате чего погиб бывший британский военный, работавший по контракту на базе. 17 августа 2003 в Западном Белфасте был убит гражданский житель Данни Макгёрк, но позднее Подлинная ИРА вынуждена была приносить извинения и соболезнования, поскольку его убили по ошибке. Убийство было названо «преступной ошибкой, отдалившей всех от достижения освобождения Ирландии».
В течение следующих 10 лет среди диссидентов усиливались разногласия, а их деятельность подавлялась полицией. Каждая следующая организация, откалывавшаяся от радикального крыла националистов, настроенного на войну, объявляла всех предыдущих предателями, а себя — истинными борцами за свободу Ирландии. Из-за этого Подлинная ИРА разругалась в конец с Преемственной ИРА, а в 2006 году группа ирландских повстанцев и вовсе объявила «подлинное» крыло незаконным. Группа стала называться «Добровольцы Ирландии» (ирл. Óglaigh na hÉireann) или сокращённо ONH, затмив все деяния Подлинной ИРА на следующие годы. В 2005 году ирландские вооружённые формирования решились сложить оружие и прекратить огонь: началось разоружение военизированных группировок. В 2007 году, согласно Сент-Эндрюсскому соглашению, Шинн Фейн объявила об официальной поддержке Полицейской службы северной Ирландии, но и среди членов этой партии появились недовольные активисты. Они утверждали, что Шинн Фейн «продались британским оккупантам», и стали постепенно сбегать в подполье. Отчасти смягчить недовольство диссидентов смогла Британская армия, которая в 2007 году всё-таки вывела свои силы и отменила режим чрезвычайной ситуации.

### Наши дни (2009—н.в.)
В марте 2009 года случились первые потери в рядах спецслужб со времён Белфастского соглашения, когда боевики Подлинной ИРА убили двух британских солдат на базе британской армии в графстве Антрим. Ещё два солдата и двое гражданских были ранены в результате перестрелки. Через два дня боевики Преемственной ИРА застрелили офицера полиции, который выехал на вызов в Крейгавон. После этого в стране началась очередная эпоха насилия и напряжённости, спровоцированная республиканцами-диссидентами: в 2009 году было предпринято 118 нападений, в 2010 году — 239. 12 апреля 2009 был убит двойной агент Денис Дональдсон, работавший на MI5: тело с огнестрельным ранением было обнаружено в коттедже у города Глентис, графство Донегол, Ирландия.
В 2010 году в Северной Ирландии за последние 10 лет прокатилась волна взрывов заминированных автомобилей: первый прогремел в феврале в Ньюри, второй — 12 апреля у Дворцовых казарм (штаб-квартиры MI5), третий — 22 апреля у полицейского участка в Ньютаунгэмильтоне, четвёртый — на базе полиции в Дерри на Стрэнд-Роуд и пятый в октябре около банка в том же районе (ущерб от взрывов был серьёзным). В том же году один офицер полиции потерял ногу после взрыва мины-ловушки, спрятанной в автомобиле. В апреле 2011 года ещё одно убийство полицейского, констебля Ронана Керра, произошло после взрыва мины-ловушки в автомобиле в Ома.
В июле 2012 года появились сообщения, что Республиканское действие против наркотиков и ряд других республиканских группировок возвращаются под влияние Подлинной Ирландской республиканской армии (в числе примкнувших к «подлинному» крылу не фигурировали ни «преемственное» крыло, ни «Добровольцы Ирландии»). Новое движение журналисты стали называть «Новой Ирландской республиканской армией». В ноябре эта группировка открыла счёт своим преступлениям, застрелив офицера Тюремной службы Северной Ирландии на автодороге M1: стрелявшие находились в автомобиле, ехавшем рядом с машиной полицейского. Это был первый с 1993 года случай убийства тюремного охранника.
Британское правительство объявило, что в июне 2013 года в городе Лох-Эрн (графство Фермана) состоится 39-й саммит «большой восьмёрки». Эксперты решили, что правительство Великобритании вознамерилось ещё и показать, что Белфастское соглашение выполняется, однако, по данным спецслужб, республиканцы вознамерились сорвать саммит и организовать протесты, чтобы своими действиями удостоиться попадания на первые полосы международной прессы. В 2013 году около одного из курортов был обнаружен заминированный автомобиль, который должен был взорваться рядом с отелем, однако злоумышленники отменили атаку. В целях повышения уровня безопасности были предприняты особые меры, и в итоге саммит прошёл без инцидентов.
В канун Рождества 2014 года снова пошла волна республиканских волнений, вылившихся в серию терактов в центре Белфаста. 25 ноября рядом с торговым центром Виктория-Скуэйр и базой североирландской полиции был частично взорван автомобиль. Человек, которого заставили пригнать машину, сам предупредил о наличии бомбы в машине. 13 декабря после телефонного предупреждения на Сейнт-Энн-Скуэйр взорвалась ещё одна бомба, однако жертв и пострадавших не было зафиксировано благодаря своевременной эвакуации. В декабре также на два полицейских патруля были совершены вооружённые нападения в Белфасте.
В феврале 2014 года подлинная Ирландская республиканская армия отправила семь заминированных посылок в военкоматы Британской армии в Юго-Восточной Англии: боевики ИРА последний раз пытались организовать теракт в Англии только в 2001 году. Ещё месяцем позже в Белфасте после взрыва из гранатомёта был подбит автомобиль североирландской полиции, а также осколками был задет гражданский автомобиль (пострадавших не было). Обстрел стал первым успешным действием подлинной ИРА за последние 10 лет.
10 апреля 2023 года в Лондондерри прошла акция протеста сторонников ИРА, которая обострилась 12 апреля, на фоне визита президента США Джо Байдена.